# Муратівська сільська рада
| Муратівська сільська рада — колишній орган місцевого самоврядування у Новоайдарському районі Луганської області з адміністративним центром у с. Муратове. Історична дата утворення: в 1929 році. Водоймища на території, підпорядкованій даній раді: річка Вільхова. Сільській раді підпорядковані населені пункти: - с. Муратове - с. Капітанове |

## Склад ради
Рада складається з 12 депутатів та голови.

### Керівний склад ради
| ПІБ                          | Основні відомості                                                                     | Дата обрання | Дата звільнення |
| ---------------------------- | ------------------------------------------------------------------------------------- | ------------ | --------------- |
| Гречишкіна Ніна Олексіївна   | Сільський голова, 1956 року народження, освіта, член Партії регіонів                  | 26.03.2006   | 25.01.2008      |
| Рудьковська Олена Миколаївна | Сільський голова, 1960 року народження, освіта                                        | 30.11.2008   | 31.10.2010      |
| Рудьковська Олена Миколаївна | Сільський голова, 1960 року народження, освіта незакінчена вища, член Партії регіонів | 31.10.2010   |                 |

Примітка: таблиця складена за даними джерела